# Kohat
Kohat (in urdu کوہاٹ) è una città del Pakistan, situata nella provincia del Khyber Pakhtunkhwa.

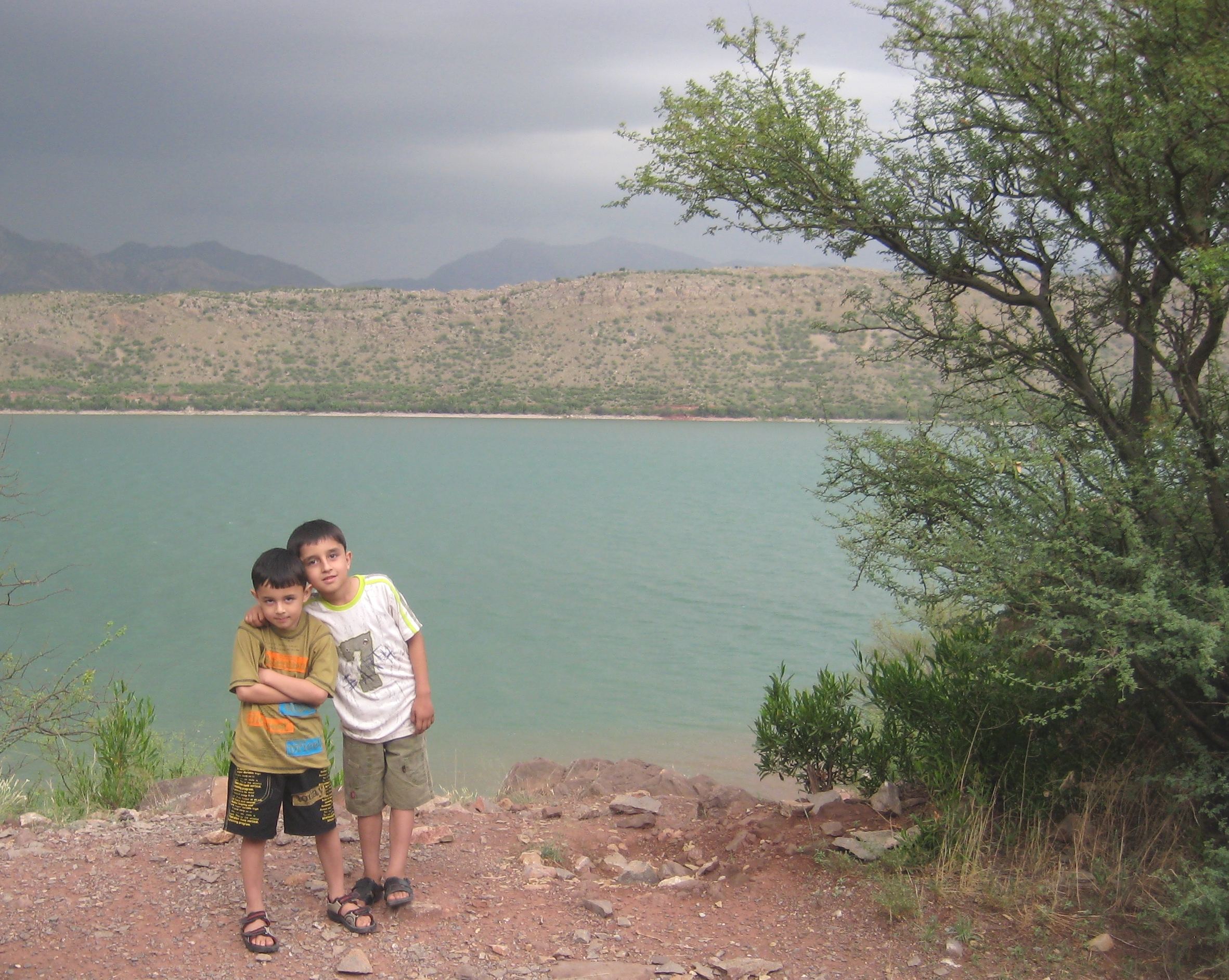
Lago, Kohat